# 事業站
事業地铁站（英語：Enterprise MRT Station，代號JS9）是新加坡地鐵裕廊區域線上的車站，位于新加坡本岛裕廊西规划区。车站预计将于2029年启用。